# Patrik Attini
Nils Patrik Attini, född 22 november 1974, är en svensk entreprenör. Han har bedrivit hotellverksamhet i Storuman, Piteå, Sundsvall, Vilhelmina och Lycksele sedan början av 1990-talet. 

## Biografi

### Karriär
Attini köpte som 17-åring sitt första hotell, Hotell Toppen i Storuman, tillsammans med sin far och bror Stefan Karlsson. Även brodern fortsatte att driva hotell. År 1999 sålde Attini Hotell Toppen och ett halvår senare tog han över arrendet för Piteå stadshotell. Den verksamheten bedrev han  fram till 2007. Året därpå, 2008, köpte Attini Hotell Södra Berget i Sundsvall av brodern. Han gick in som delägare i Hotell Wilhelmina 2011 tillsammans med Magnus och Ann-Katrin Norlin. Där var han fortsatt delägare åtminstone 2015. Fem år senare, 2020, gick han in som delägare i Hotell Lappland tillsammans med brodern.
Attini utnämndes till "Årets företagare" på Sundsvall Business Awards 2023.